# Unió Canadenca de Feixistes
El Partit Feixista Canadenc (en anglès: Canadian Fascist Party) va ser un partit polític feixista amb seu a la ciutat de Winnipeg, Manitoba, Canadà, en la dècada de 1930. El nucli formatiu del partit era un grup dissident del Partit Nacionalista Canadenc que considerava que els principis del corporativisme eren més importants que les motivacions racials del Partit Nacionalista. Aquesta disposició destaca en una declaració oficial que «l'antisemitisme era un símptoma d'Alemanya, no del feixisme». El partit va ser fundat com la Unió de Feixistes de l'Imperi Britànic i estava afiliat a la Unió Britànica de Feixistes. Més tard es va conèixer com la Unió Canadenca de Feixistes (Canadian Union of Fascists) o simplement Unió Canadenca (Canadian Union). Va publicar el seu propi diari, The Thunderbolt.

## Història
El partit va ser dirigit per «Chuck» Crate, que es va convertir en líder a l'edat de disset anys. S'havia posat en contacte amb la Unió Britànica de Feixistes, que el van posar en contacte amb el partit. John Ross Taylor de Toronto es va convertir en secretari i organitzador del partit.
El partit va tenir dificultats per atraure seguidors perquè la majoria dels canadencs que recolzaven el feixisme s'inclinaven cap al grup racista format per Adrien Arcand, entre d'altres. A la primera reunió del partit, hi van assistir aproximadament 200 persones.
Aquestes diferències entre el partit i Arcand continuaria durant tota la seva existència. Abans que el govern prengués mesures contra els partits feixistes canadencs, la Unió Canadenca de Feixistes i el grup d'Arcand van celebrar congressos feixistes simultanis a Toronto. Mentre que el grup d'Arcand, anomenat «Unió Nacional», va atreure una multitud d'uns 4.000, la Unió Canadenca va aconseguir atreure només uns 30 residents locals a la seva causa.
El partit es va dissoldre quan va començar la Segona Guerra Mundial. El partit va dir als seus membres que obeïssin la llei, però que treballessin per una pau negociada. Crate es va escapar d'un càrrec de traïció i va acabar a la Marina Reial Canadenca.
El partit, encara que no era oficialment racista o antisemita, tenia fortes connexions amb Unió Nacional d'Adrien Arcand.